# Cosmosoma rosenbergi
Cosmosoma rosenbergi är en fjärilsart som beskrevs av Rothschild 1910. Cosmosoma rosenbergi ingår i släktet Cosmosoma och familjen björnspinnare. Inga underarter finns listade i Catalogue of Life.